# Ramusella furcata
Ramusella furcata är en kvalsterart som först beskrevs av Rainer Willmann 1928.  Ramusella furcata ingår i släktet Ramusella och familjen Oppiidae. Inga underarter finns listade i Catalogue of Life.